# Regina Richter
Regina Richter ist eine deutsche Opernsängerin (Mezzosopran).

## Leben
Sie ist seit der Spielzeit 2002/2003 Ensemblemitglied der Kölner Bühnen (Oper Köln). Sie absolvierte ihre Ausbildung an der Hochschule für Musik und Theater München bei Daphne Evangelatos. 2001 legte sie das Meisterklassendiplom im Fach Operngesang ab. Während ihres Studiums erhielt sie zahlreiche Stipendien und wurde von der Firma Kunert gesponsert. Regina Richter gastierte u. a. mit den Nürnberger Symphonikern, den Münchener Symphonikern und dem Kammerorchester der Philharmonie der Nationen. Opernengagements erhielt sie u. a. als Ruggiero in »Alcina«, Dorabella in »Così fan tutte« und als Blumenmädchen in »Parsifal« unter James Levine. In Köln sang sie u. a. in Offenbachs »Die Banditen« (Fragoletto), die Arminda in »Die Gärtnerin aus Liebe«, Dorabella in »Così fan tutte«, die Titelrollen in »Xerxes« und »La Cenerentola« sowie Partien der Rheintöchter und Walküren im »Ring des Nibelungen«. In der Saison 2007/2008 war sie als Hänsel in »Hänsel und Gretel«, als Elisabeth in der Uraufführung von Torsten Raschs »Rotter«, als Orlofsky in »Die Fledermaus« und als Sesto in Händels »Giulio Cesare in Egitto« zu erleben.

## Auszeichnungen
- 2008: Kölner Offenbach-Preis 2008 (zur Förderung junger Talente aus dem Opernensemble)